# خبزة (قيفة)
خبزة هي إحدى قرى رداع تتبع أدارياً عزلة قيفه آل محن يزيد بمديرية القريشية إحدى مديريات محافظة البيضاء (اليمن) اليمنية، بلغ تعداد سكانها 1042 نسمة حسب تعداد اليمن لعام 2004.

## تاريخ
في نوفمبر 2014شهدت المنطقة اشتباكات عنيفة بين مسلحي الحوثي وأفراد من القبيلة المحلية.